# Chrysopa dasyptera
Chrysopa dasyptera – słabo poznany gatunek sieciarki z rodziny złotookowatych (Chrysopidae) związany ze środowiskiem lasów pierwotnych. Występuje w Rosji i Finlandii oraz, od niedawna, w Polsce. Jest jednym z najmniejszych przedstawicieli rodzaju Chrysopa.
W Polsce został zaobserwowany pod koniec XX wieku w Puszczy Białowieskiej. Jest gatunkiem skrajnie rzadkim. W Polskiej Czerwonej Księdze Zwierząt został zaliczony do kategorii EN (silnie zagrożony).